# 李長
李 長（り ちょう）は、紀元前1世紀、古代中国の前漢時代の学者、官人である。生没年不明。成帝（在位紀元前33年 - 紀元前7年）のとき、将作大匠を務めた。著書に『元尚篇』がある。

## 解説
『漢書』芸文志で著書を紹介した箇所で知られる。『元尚』あるいは『元尚篇』は、文字を学習するための書である。内容的には先行する『蒼頡篇』の正字を集めたものという。現存しない。